# 가와모토 다이조
가와모토 다이조(일본어: 川本 泰三, 1914년 1월 17일 ~ 1985년 9월 20일)는 일본의 전 축구 선수이자 전 축구 지도자로 현역 시절 포지션은 공격수였다.

## 선수 시절

### 클럽
1914년 1월 17일 일본 아이치현 세토시 출생으로 이치오카 고등학교, 와세다 대학 졸업 후 와세다 WMW에 입단하여 1940년 천황배 준우승을 견인했고 제2차 세계 대전 종료 이후인 1949년 12월 일본으로 돌아와 오사카 SC에 입단하여 천황배 3회 연속 준우승에 기여했다.

### 국가대표팀
와세다 대학에 재학 중이던 1934년 일본 A대표팀에 첫 승선한 뒤 같은 해 열린 1934년 극동 선수권 대회에 출전하여 인도네시아와의 1차전에서 국제 A매치에 데뷔하자마자 후반 7분 A매치 데뷔골을 신고했고 필리핀과의 2차전에서도 0-3으로 뒤지고 있던 전반 30분 만회골을 기록하며 팀의 4-3 역전승에 일조했다.
이후 1936년 하계 올림픽에도 출전하여 1924년 하계 올림픽 동메달에 빛나는 북유럽의 강호 스웨덴과의 1라운드 경기에서 0-2로 지고 있던 후반 4분 만회골을 터뜨리며 팀의 3-2 역전승과 함께 8강 진출을 견인했는데 당시 대중들을 비롯한 여러 여론들은 이 경기를 두고 '베를린의 기적'이라고 불렀다.
그리고 제2차 세계대전 이후 대한민국과의 1954년 FIFA 월드컵 아시아 지역 예선에 출전했으나 1·2차전 합계 3-7의 완패를 당했고 그로부터 2개월 후에 열린 1954년 아시안 게임에도 참가하여 인도와의 C조 조별리그 2차전에서 득점을 기록하기도 했으나 팀은 2전 전패로 조별리그에서 탈락하는 수모를 피해가지 못했으며 1954년 아시안 게임이 끝난 후 A매치 통산 9경기 4골의 기록을 남긴 채 국가대표팀에서 은퇴했다.

## 지도자 시절
은퇴 후 2년이 지난 1956년 일본 A대표팀의 수석 코치로 부임하여 같은 해에 열린 1956년 하계 올림픽에 참가했으나 이 대회 개최국이자 홈팀인 호주와의 1라운드에서 0-2로 패하며 8강 진출에 실패했고 1958년 아시안 게임에서도 팀을 이끌었으나 C조 조별리그에서 필리핀과 홍콩에게 또 다시 패하며 2회 연속 조별리그 탈락의 아픔을 맛보았다.
그리고 1985년 9월 20일 위암과의 투병 끝에 오사카시에서 71년간의 삶을 끝마쳤고 사후 20년이 지난 2005년 일본 축구 명예의 전당에 헌액되었다.

## 통계
| 일본 | 일본 | 일본 |
| 연도 | 출전 | 득점 |
| ---- | ---- | ---- |
| 1934 | 3    | 2    |
| 1935 | 0    | 0    |
| 1936 | 2    | 1    |
| 1937 | 0    | 0    |
| 1938 | 0    | 0    |
| 1939 | 0    | 0    |
| 1940 | 1    | 1    |
| 1941 | 0    | 0    |
| 1942 | 0    | 0    |
| 1943 | 0    | 0    |
| 1944 | 0    | 0    |
| 1945 | 0    | 0    |
| 1946 | 0    | 0    |
| 1947 | 0    | 0    |
| 1948 | 0    | 0    |
| 1949 | 0    | 0    |
| 1950 | 0    | 0    |
| 1951 | 0    | 0    |
| 1952 | 0    | 0    |
| 1953 | 0    | 0    |
| 1954 | 3    | 0    |
| 통산 | 9    | 4    |